# التهاب الأنف والرغامى الفيروسي الهري

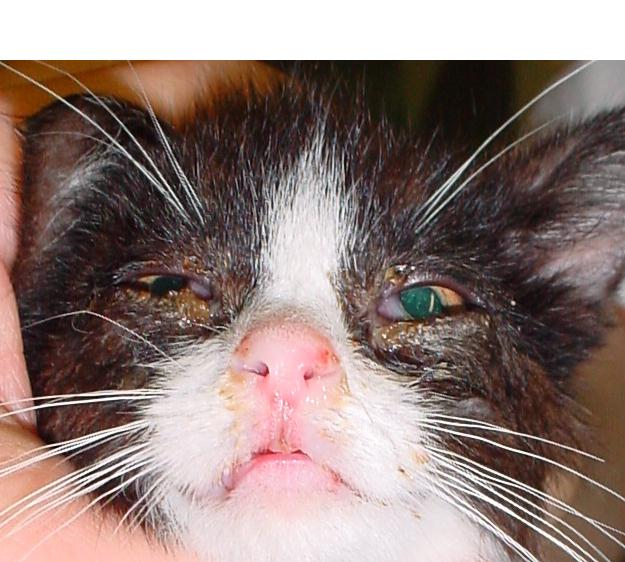
عدوى التهاب الأنف والرغامى الفيروسي الهري

التهاب الأنف والرُّغَامَى الفيروسي الهِّرِّي، يُختصر إلى FVR (بالإنجليزية: Feline viral rhinotracheitis)‏، هو عدوى الجهاز التنفسي العلوي أو الرئوي في القطط الناجمة عن الفيروس الهِرْبِسِيّ الهِّرِّي ألفا من النوع 1 (Felid alphaherpesvirus 1، يُختصر إلى FeHV-1)، من فصيلة الفيروسات الهِرْبِسِيَّة. ويشار إليه أيضًا باسم إنفلونزا القطط، وزكام القطط، والالتهاب الرئوي القططي، ولكن نظرًا لأن هذه المصطلحات تصف مجموعات أخرى مميزة جدًا من أعراض الجهاز التنفسي، فهي تسميات خاطئة للحالة. يمكن أن تكون أمراض الجهاز التنفسي الفيروسية في القطط خطيرة، وخاصة في المَقَاطط ومَرَابِي الكلاب [الإنجليزية]. يتسبب التهاب الأنف والرغامى الفيروسي الهري في نصف أمراض الجهاز التنفسي لدى القطط، وهو الأكثر أهمية بين هذه الأمراض ويوجد في جميع أنحاء العالم. السبب المهم الآخر لمرض الجهاز التنفسي لدى القطط هو الفيروس الكأسي الهِّرِّي [الإنجليزية].